# Synemosyna scutata
Synemosyna scutata är en spindelart som först beskrevs av Cândido Firmino de Mello-Leitão 1943.  
Synemosyna scutata ingår i släktet Synemosyna och familjen hoppspindlar. Inga underarter finns listade i Catalogue of Life.